# Mastacembelus seiteri
Mastacembelus seiteri és una espècie de peix pertanyent a la família dels mastacembèlids.

## Descripció
- Fa 22,5 cm de llargària màxima.[5][6]

## Hàbitat
És un peix d'aigua dolça, demersal i de clima tropical que viu en fons sorrencs.

## Distribució geogràfica
Es troba a Àfrica: conca del riu Sanaga al Camerun.

## Observacions
És inofensiu per als humans.